# 恒州 (天和)
恒州，中国南北朝时设置的州。
北周天和二年（567年），将盩厔县迁移到今陕西省西安市鄠邑区西北三十五里。以雍州的终南郡设置恒州，领周南郡，治所在盩厔县（今陕西省西安市鄠邑区西北）。之后，恒州不领郡县，终南郡、周南郡改属雍州，恒州只管理军人。建德三年（574年）废恒州。